# Babingtonite
La babingtonite est une espèce minérale, du groupe des silicates, sous-groupe des inosilicates, de formule Ca2(Fe2+,Mn)Fe3+Si5O14(OH). Les cristaux peuvent atteindre près de 3 cm.

## Historique de la description et appellations

### Inventeur et étymologie
Décrit par le minéralogiste Armand Lévy en 1824, le minéral est dédié à William Babington (1757-1833), chimiste, physicien et minéralogiste irlandais.

### Topotype
Le topotype se trouve à Arendal, dans le comté d'Agder, en Norvège.

## Caractéristiques physico-chimiques

### Cristallochimie
- Elle forme une série avec la manganbabingtonite.
- La babingtonite fait partie d’un groupe isostucturel : celui de la rhodonite.

| Minéral                  | Formule                | Groupe ponctuel | Groupe d'espace |
| ------------------------ | ---------------------- | --------------- | --------------- |
| Rhodonite                | (Mn,Fe,Mg,Ca)SiO3      | 1               | P1              |
| Babingtonite             | Ca2(Fe,Mn)FeSi5O14(OH) | 1               | P1              |
| Manganbabingtonite (it)  | Ca2(Mn,Fe)FeSi5O14(OH) | 1               | P1              |
| Nambulite                | (Li,Na)Mn4[Si5O14(OH)] | 1               | P1              |
| Natronambulite (it)      | (Na,Li)Mn4[Si5O14(OH)] | 1               | P1              |
| Marsturite (it)          | NaCaMn3[Si5O14(OH)]    | 1               | P1              |
| Lithiomarsturite (it)    | LiCa2Mn2HSi5O15        | 1               | P1              |
| Scandiobabingtonite (en) | Ca2(Fe,Mn)ScSi5O14(OH) | 1               | P1              |

### Cristallographie
- Paramètres de la maille conventionnelle a = 7,36 Å, b = 11,52 Å, c = 6,58 Å, Z = 2, α = 91,516 °, β = 93,85 °, γ = 104,067 ° V = 539,76 Å3
- Masse volumique calculée = 3.53 g/cm3

## Gîtes et gisements

### Gîtologie et minéraux associés
Ce minéral rare est rencontré dans des filons de granites, pegmatites et diorites, dans les cavités de roches volcaniques mafiques et de gneiss ; dans des skarns.
Il est associé aux minéraux suivants : prehnite, calcite, épidote, albite, orthose, grenats, quartz, hornblende, zéolithes.

### Gisements producteurs de specimens remarquables
- Chine

Carrière de Hongquizhen, préfecture autonome yi de Liangshan, province de Sichuan
- États-Unis

Newington, Comté de Hartford, Connecticut,
Carrières Lane & Sons Traprock, Westfield, Comté de Hampden, Massachusetts
- France

Raon-l'Etape, Vosges
- Inde

Carrière de Khandivali (Kandivali Quarry), Mumbai District (Bombay District), Maharashtra,
- Italie

Mine Seula (ex Montecatini), Mount Camoscio, Oltrefiume, Baveno, province du Verbano-Cusio-Ossola, Piémont
- Norvège

Arendal, Aust-Agder (topotype)
- Pologne

Strzegom (Striegau), Świdnica, massif du Strzegom-Sobótka, Basse-Silésie
- Suède

Grönsjöberget, Borlänge, Dalarna

## Galerie

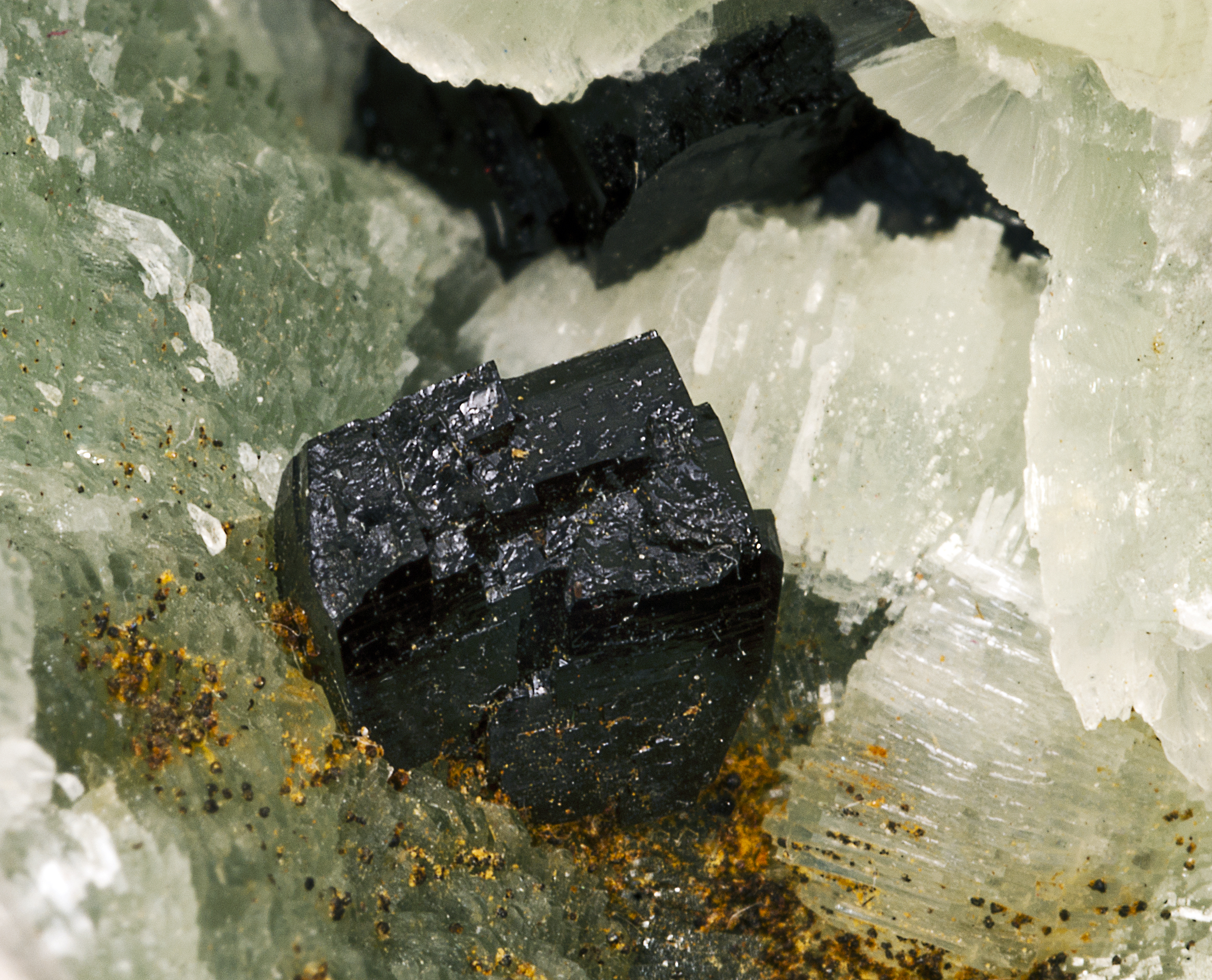
Babingtonite sur prehnite, Massachusetts, États-Unis
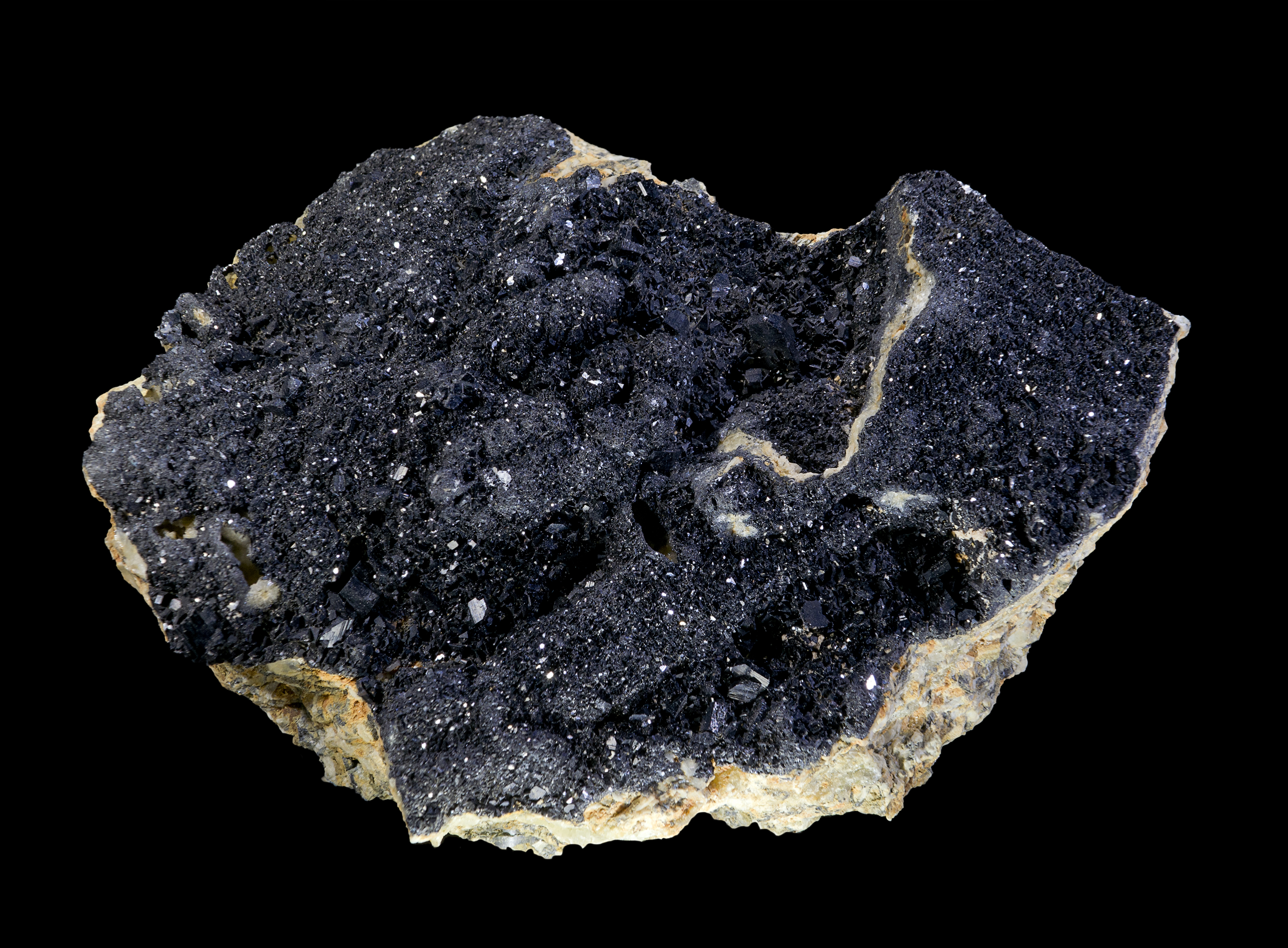
Babingtonite Newington, Hartford Co., Connecticut, États-Unis
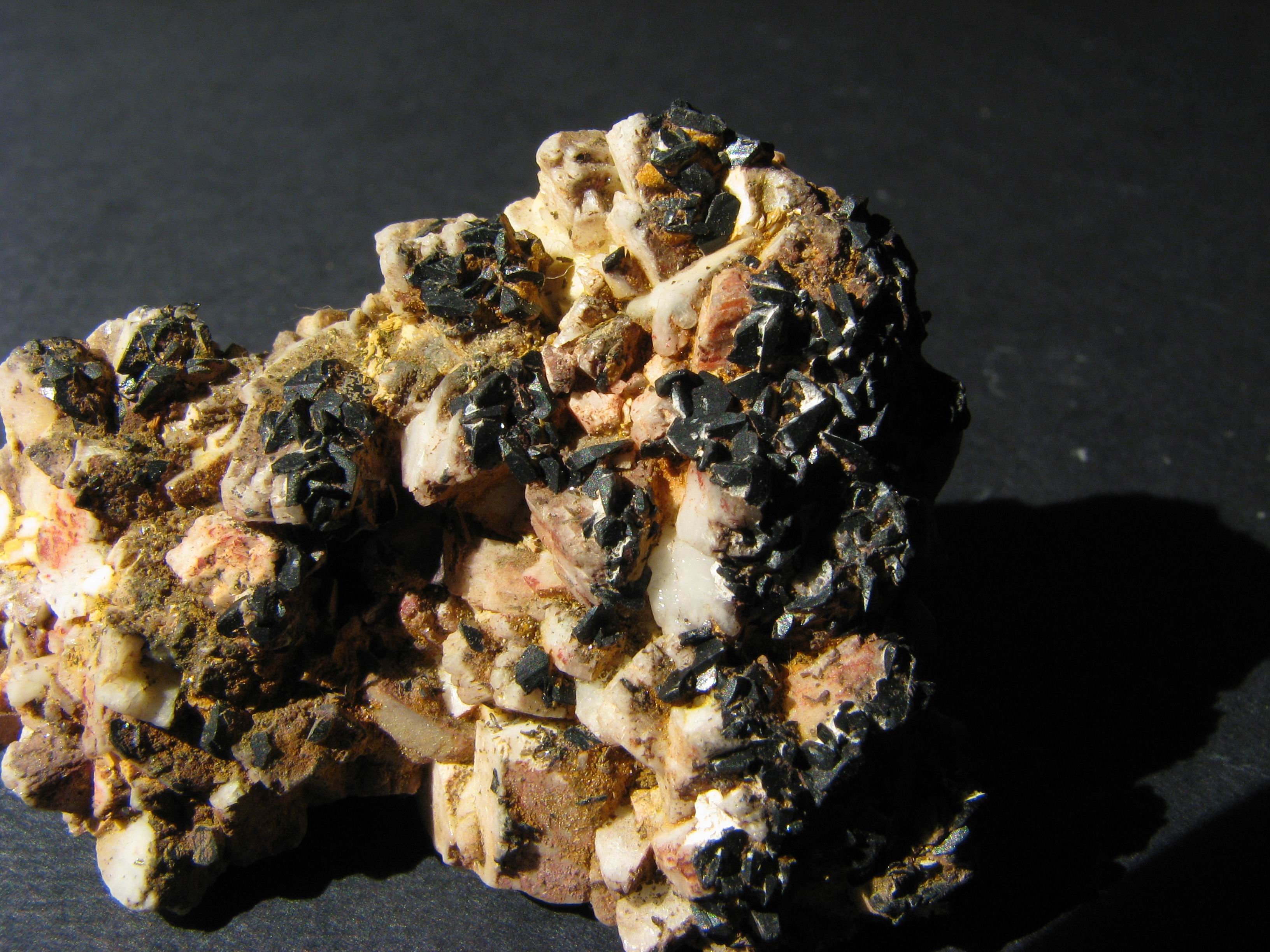
Babingtonite Baveno,  Piémont, Italie
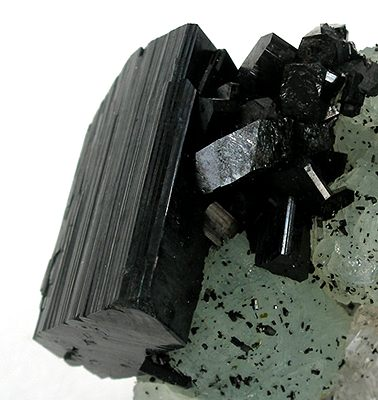
Babingtonite Meigu, Xichang, Province du Sichuan, Chine